# ヒメツバキ
ヒメツバキ（杆仔皮、Schima wallichii）は、ツバキ科の樹木。初夏に白い花をつける。小笠原から知られる。沖縄では非常によく似たものがイジュとして知られる。ただし、分類上はかなり混乱が生じており、別種とする説、同種と見る説、同種内の別亜種とする説もある。ここでは両者をまとめて記す。
マラヤではメダンガタル（マレー語: medang gatal）と呼ぶ。

## 概説
ヒメツバキは大きくなる木で、白い花を一面につけ、よく目立つ植物である。小笠原ではヒメツバキの名で、沖縄ではイジュの名で知られる。パイオニア的な性格の樹木で、身近な二次林に数多く見られ、また栽培もされる。木材としても利用される。
ただし分類上は混乱があり、当初は上記2つを独立と見た。だが、本属には10種ほどが知られ、それらの区別にも問題が多かったので、大きく見ると全てを1つにまとめる説もある。以下、別に扱う時は和名では沖縄のものをイジュ、小笠原のものをヒメツバキと呼ぶ。なお、ヒメツバキには別名としてタマツバキがある。

## 特徴
常緑性の高木で、低木状にも生育するが、高さ10m以上になることもある。若枝には当初は白い絹毛が密着して生えるが、後に無毛となる。葉は互生し、特に成木では枝先に集まって束生となる傾向がある。葉は披針形から楕円状披針形、あるいは卵形から倒卵形と形にかなり幅がある。長さ8-13cm、幅2.2-3.7cm。先端は普通に尖るか、やや尾状に伸び、基部は次第に狭くなって葉柄に流れる。葉は中脈でわずかに二つ折りになる。葉の縁は前縁から鋸歯縁まで、表面はつやのある緑、裏はかすかに白い粉を捲き、両面とも無毛。
花期は3-5月。枝先から出る花茎は短くて多数に枝分かれし、その先に花が着く。まず小苞2枚があり、これは早期に脱落する。次に萼片は狭卵形で長さ4mm宿在性で瓦状に重なって多数が並び、半円形で内側に毛がある。花弁は5-6枚、白くて大きく開く。花の径は約5cm。花弁は広卵形で浅いお椀状で先端は丸く、基部では互いに少しだけ合着し、ここに多数の雄蘂が合着している。果実は偏球形で径2cm、熟すると5裂して種子を出す。種子は扁平で長さ8mm、翼がある。
なお、沖縄のイジュと小笠原のヒメツバキでは多少の差異がある。例えば葉の形ではイジュでは葉に鋸歯があるのが普通だが、ヒメツバキでは鋸歯はほとんど出ず、成木の葉は全縁である。葉質もヒメツバキの方が厚手である。また、ヒメツバキでは特徴的に花柄の上部から萼の外面に絹毛を密生する。

## 分布
日本では小笠原諸島（硫黄諸島を除く）と、奄美以南の琉球列島に分布する。国外では東南アジアや東部ヒマラヤにまで分布する。ただしこれについては分類の項目を参照。

## 生育環境及び生態
パイオニア的な性格を持つ。芽生えは日当たりのよい環境で育ち、半日陰でも生育はできるが、大きくなると林間に出て日向で生育、平らな樹冠を形成する。花数、種子形成の数が多く、また種子が比較的小さくて羽根を持ち、広く散布されることもこれに適うものである。沖縄本島では中部以北、非石灰岩地域においてリュウキュウマツ林などによく見られる。

## 分類

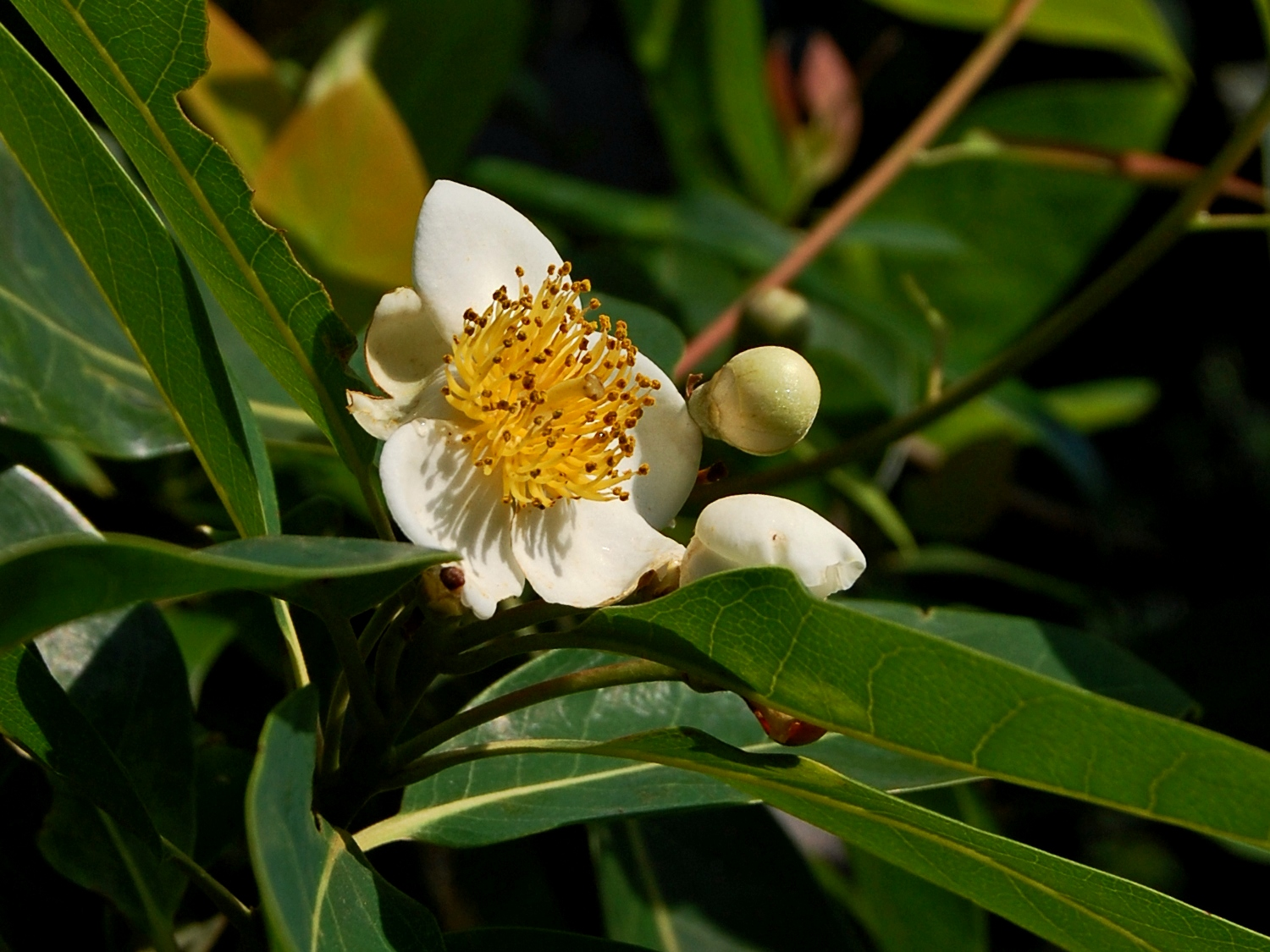
Schima wallichii
インドネシア・ジャワ島

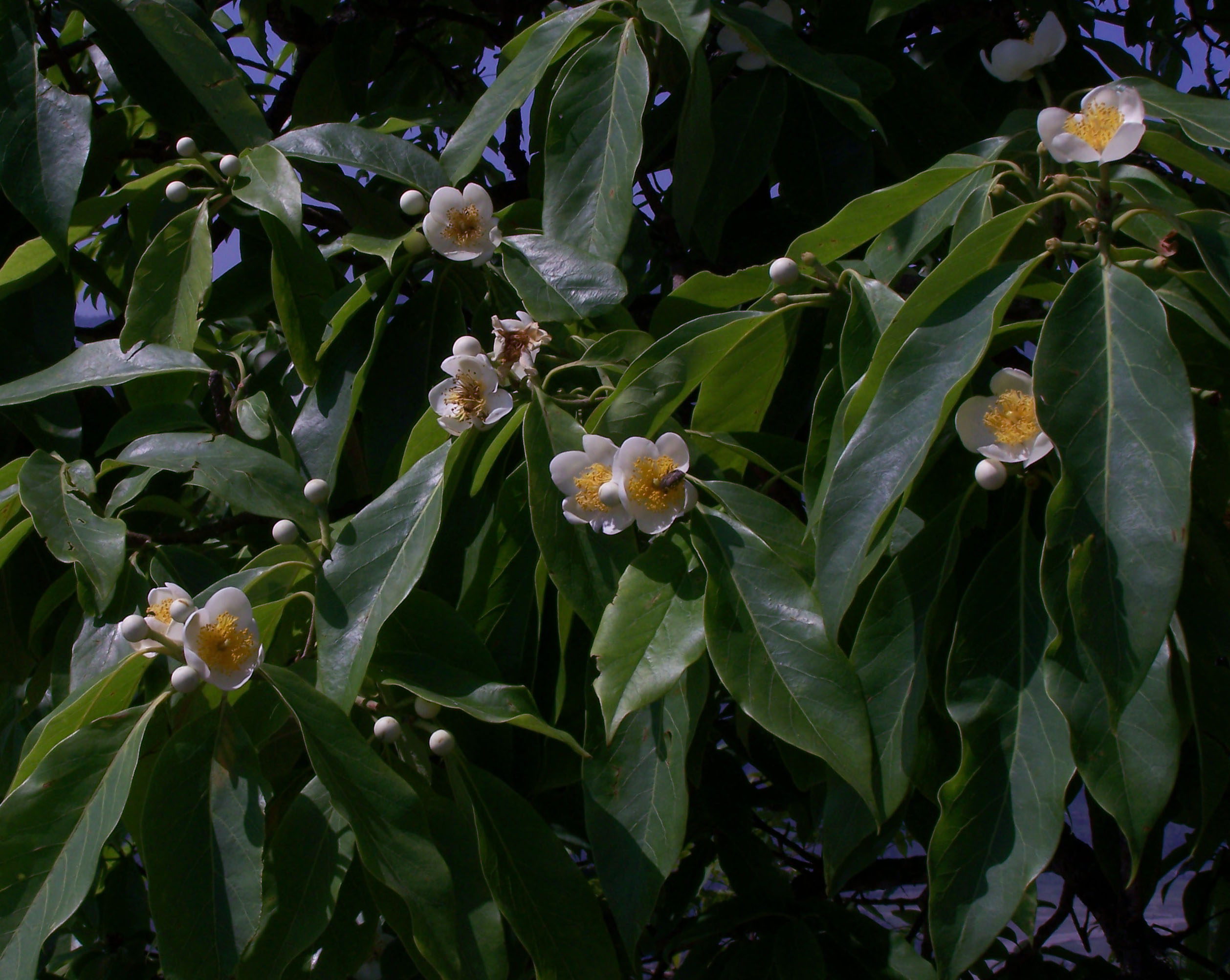
同じく、ネパール

この属には東部ヒマラヤからマレーシア西部、東アジア南部の熱帯・亜熱帯域に10種ほどが知られる。日本では上記のように小笠原と琉球列島が2大分布域であるが、この両者にも明確な違いはあり、差は大きくない。そのため、これをどう見るかについて判断が分かれてきた。
初島(1971)は沖縄のイジュをヒメツバキとは別種の S. wallichii ssp. liukiuensis と見なし、琉球列島の固有亜種と判断している。
北村・村田(1979)は両者を同一種 S. wallichii としながら別亜種と見なし、イジュを ssp. noronhae 、ヒメツバキを ssp. mertesiana としており、それぞれの分布域をイジュは東南アジアまでのものをこれに含め、ヒメツバキについては小笠原のみとしている。また、ヒマラヤ等の種についても触れ、扱いについて断定はしないものの、種として区別するのが困難と述べている。
佐竹他(1999)ではこの植物が風で散布される種子を持つことに絡め、比較的新しい地質時代に分布域を広げたものと推定している。そのため、各地で地理的変異を見ることができるが、それは種を区分するには当たらないとの立場で、琉球列島産と小笠原産を同一種 S. wallichii としている。堀田は更に、本属の知られている10種全てを同一の種とする判断を紹介している。それによると日本の琉球・小笠原の両集団は東ヒマラヤから東南アジアに分布するものとまとめてヒメツバキ S. wallichii ssp. wallichii となり、東南アジアのものを S. wallichii ssp. noronbae とする。だが同時に彼はこれらの中に地理的、あるいは生態的に明瞭に区別できるものが含まれると、この体系への疑問を示してもいる。
しかしYListでは両者を別種とし、イジュを S. superba var. kankaoensis の学名をあて、これに対してヒメツバキを S. walichii ssp. mertensiana としている。
ちなみにこの木は日本産のツバキ科としては葉が大きくて柔らかく、何となく特徴が掴みづらい普通な木の葉型なので、花がないとき、若枝では同定に手こずることがある。

## 利用
庭園や公園に栽培されることもある。材はイヌマキ、モッコクには劣るもののイタジイよりは良材であり、各種の用材として用いられる。また、樹皮の粉末を魚毒として利用したことがある。
木の灰から取った灰汁は沖縄そばを作る際に用いられる。
造林用樹木として利用することも研究されている。